# Richard Eppler
Richard Eppler (* 28. Juni 1924 in Ulm; † 25. November 2021) war ein deutscher Aerodynamiker. Bekannt war er vor allem für seine Auslegung der Flügelprofile von Segelflugzeugen. Er war der Bruder des Politikers Erhard Eppler.

## Werdegang
Richard Eppler legte 1942 sein Abitur ab und studierte anschließend von 1943 bis 1945 Flugzeugbau in Stuttgart und von 1945 bis 1948 Mathematik in Tübingen und Stuttgart. 1949 bis 1955 war er Assistent an der Technischen Hochschule Stuttgart, 1951 wurde er zum Dr. rer. nat. promoviert. Während seiner anschließenden Berufstätigkeit bei Bölkow (Abteilungsleiter Mathematik und Computer Bölkow-Entwicklungen KG, Stuttgart, Leiter Forschung und Entwicklung Messerschmitt-Bölkow-Blohm GmbH, München) entwickelte er zusammen mit Hermann Nägele und Rudi Lindner das weltweit erste Faserverbundflugzeug fs 24 Phönix sowie den Nachfolger Phoebus.
Nach der Habilitation wurde er 1968 als Ordinarius an die Universität Stuttgart berufen. Von 1968 bis zu seiner Emeritierung 1989 leitete er das Institut A für Mechanik (heute: Institut für Nichtlineare Mechanik). 1978 und 1979 war er Berater am Langley Research Center der NASA. Er war Mitglied der Gesellschaft für Wirtschafts- und Sozialkybernetik, deren Präsident er von 1975 bis 1980 war, sowie der Gesellschaft für Angewandte Mathematik und Mechanik und der Deutschen Gesellschaft für Luft- und Raumfahrt.
Er war seit 1950 mit Margarete geb. Pfeiffer verheiratet, Tochter des Mathematikers Friedrich Pfeiffer (1883–1961).
Richard Eppler starb am 25. November 2021.

## Ehrungen
- 1942: Lilienthal-Preis
- 1963: OSTIV Award
- 1985: Bundesverdienstkreuz am Bande
- 2006: Ludwig-Prandtl-Ring

## Werke
- Airfoil Design and Data, Springer, 1990, ISBN 978-3-662-02646-5

## Veröffentlichungen (Auswahl)
- „Drei Zimmerflugmodelle“, Schreiber’s kleine Flugmodellbaupläne Nr. 3, Verlag J.F. Schreiber, Esslingen, 1941
- „Neue Formeln und Erkenntnisse beim Gummimotorflugmodell“, Modellflug Nr. 11, Band 7, pp. 110-111, 1942
- „Betrachtungen zu Einzelheiten des Flugmodellentwurfs“, Modellflug Nr. 8, Band 8, pp. 78-80, 1943
- „Zur Theorie der unstetigen Strömungen“, Zeitschrift für angewandte Mathematik und Mechanik, pp. 287-288, 1951
- „Beiträge zu Theorie und Anwendung der unstetigen Strömungen“, Journal of Rational Mechanics and Analysis, pp. 591-644, 1954
- „Die Berechnung von Tragflügelprofilen aus der Druckverteilung“, Ingenieur-Archiv, pp. 436-452, 1955
- „Entwicklungsrichtungen von Fernlenkanlagen“, Luftfahrttechnik 2, pp 71-73, 1956
- „Die Auslegung von Segelflugzeugen“, Aero Revue, 1956
- „Direkte Berechnung von Tragflügelprofilen aus der Druckverteilung“, Ingenieur Archiv 25, pp 32-57, 1957
- „Grenzschichtberechnung mit digitalen Rechenautomaten“, Troisième Congrès Aéronautique Européenne, Tome II, p. 380, 1958
- „Ergebnisse gemeinsamer Anwendung von Grenzschicht- und Potentialtheorie“, Jahrbuch der WGL, 1959
- „Kunststoff-Flugzeugbau – Lösungen oder Aufgaben“, Kunststoffe, 12, 1961
- „Gemeinsame Absaugung für Hochauftrieb und Schnellflug“, Jahrbuch der WGLR, pp. 140-148, 1962
- „Über mögliche Formen unstetiger Strömungen“, Zeitschrift für angewandte Mathematik und Mechanik, Band 43, 1963
- „Vergleich theoretischer und experimenteller Profilwiderstände“, Schweizer Aero Revue Volume 38, Number 10, pp. 593-595, 1963
- „Praktische Berechnung laminarer und turbulenter Absaugegrenzschichten“, Ingenieur-Archiv 4, band 32, pp. 221-245, 1965
- „Über die Entwicklung moderner Tragflügelprofile“, Luchtvaahrttechniek 2, 1965
- „Stand und Aussichten des deutschen Leichtflugzeugbaus“, Jahrbuch der WGL, 1968
- „Laminarprofile für Reynolds-Zahlen größer als 4 x 106“, Ingenieur Archiv Band 38, pp. 232-240, 1969
- „Zylindrische Torsionsschalen optimaler Steifigkeit“, Acta Mechanica, 14, pp. 269-282, 1972
- „Motorless Flight“, NASA CR-2315, 1973
- „Direct Calculation of Airfoils from Pressure Distribution“, NASA-TT-F-15417 (translated from Ingenieur-Archiv, Volume 25, Number 1, 1957, pp. 32-57), 1974
- „Results of the Combined Application of Boundary Layer and Profile Theory“, NASA TT-F-15416 (translated from Zeitschrift für Flugwissenschaften, Vol. 8, No. 9, Sept. 1960, pp. 247-260), 1974
- „Comparison of Theoretical and Experimental Profile Drags“, NASA TT-F-16981, translated from Schweizer Aero Revue Volume 38, Number 10, 1963, pp. 593-595
- „Die optimale Auslegung und Profilierung eines 15 m Segelflugzeuges ohne Wölbklappen“, Aerokurier 4, 1976, pp. 284-286
- „The Optimum Design and Wing Sections of a 15 m Glider without Flaps“, Sailplane and Gliding, 6/7, pp. 110-116, 1977
- „Turbulent Airfoils for General Aviation“, Journal of Aircraft, Volume 15, Number 2, pp.93-99, 1978
- „Practical Calculation of Laminar and Turbulent Bled-Off Boundary Layers“, NASA TM-75328 (translated from Ingenieur-Archiv, Volume 32, 1963, pp. 221-245), 1978
- „Some New Airfoils“, in NASA CP-2085, Part 1, pp. 131-151, 1979
- „The Effect of Disturbances on a Wing“, in NASA CP-2085, Part 1, pp. 81-91, 1979
- „Low Speed Airfoil Design and Analysis“, in NASA CP-2045, Vol. 1, Part 1, pp. 73-99, 1979
- mit D. Somers: „A Computer Program for the Design and Analysis of Low-Speed Airfoils“, NASA TM-80210, 1980
- „Supplement to: A Computer Program for the Design and Analysis of Low-Speed Airfoils“, NASA TM-81862, 1980
- „The Design of Sport and Touring Aircraft“, NASA TM-77783, translation of „Die Auslegung von Sport- und Reiseflugzeugen“, Symposium Friedrichshafen, DGLR Bericht 83-01, pp. 13-39, 1983
- mit M. Hepperle: „A Procedure for Propeller Design by Inverse Methods“, Proceedings of the International Conference on Inverse Design Concepts in Engineering Sciences, Austin, Texas, USA, pp. 445-460, 1984
- „Recent Developments in Boundary Layer Computation“, Proceedings of the Conference on Aerodynamics at Low Reynolds Numbers 104 < 106, Royal Aeronautical Society, London, 1986
- „Airfoil Design and Data“, Springer Verlag, 562 pages, 1990
- „Die Längsstabilität der frühen Flugmaschinen“, DGLR Kongress, 91-152, pp. 3-10, 1991
- „What Price Performance“, 23th OSTIV Congress, Borlänge; Technical Soaring, Volume XVIII, No.3, pp. 79-84, 1999
- „Heavily Loaded Glued Joints“, 25th OSTIV Congress, St. Auban; Technical Soaring, Volume XXII, No.3, pp. 87-90, 1999
- „Induced Drag and Winglets“, 24th OSTIV Congress, Omarama; Technical Soaring, Volume XX, No.2, pp. 89-96, 1999
- „Induced drag and winglets“, German-Russian Symposium, Stuttgart, April 1998
- „Induced drag and winglets“, Aerospace Science and Technology, V1N1, pp. 3-15, 1997
- „Boundary-layer suction with given porosity“, Aerospace Science and Technology, 1, pp. 3-15, 1997
- „Airfoils with boundary layer suction, design and off-design cases“, Aerospace Science and Technology, 3, pp. 403-415, 1999
- „An empirical criterion for laminar-to-turbulent boundary-layer transition“, 25th OSTIV Congress, St. Auban; Technical Soaring, Vol. XXIII, No. 2, pp. 34-42, 1999
- „About Classical Problems of Airfoil Drag“, Aerospace Science and Technology, 7, pp. 289-297, 2003
- mit D. Somers: „Aerodynamic Design of a Propeller for High-Altitude Balloon Trajectory Control“, NASA CR-2012-215893, 2012.